# Resolución 257 del Consejo de Seguridad de las Naciones Unidas
La resolución 257 del Consejo de Seguridad de las Naciones Unidas, adoptada por unanimidad el 11 de septiembre de 1968, después de examinar la solicitud de Suazilandia para la membresía en las Naciones Unidas, el Consejo recomendó a la Asamblea General que Suazilandia fuese admitida.